# Lafresnaya lafresnayi
El colibrí aterciopelado, colibrí terciopelo o  picaflor terciopelo (Lafresnaya lafresnayi), es una especie de ave apodiforme de la familia Trochilidae (los colibríes), la única perteneciente al género monotípico Lafresnaya. Es nativo de regiones andinas y adyacentes del noroeste y centro oeste de América del Sur.

## Distribución y hábitat
Se distribuye a lo largo de la cordillera de los Andes desde el oeste de Venezuela, por las tres cadenas de Colombia hacia el sur por Ecuador, hasta el sureste de Perú, también en la Sierra Nevada de Santa Marta y en la Serranía del Perijá.
Esta especie es generalmente poco común a localmente común en sus hábitats naturales: los bordes de selvas húmedas montanas y laderas arbustivas, es menos común en el interior del bosque. En altitudes entre 1800 y 3400 m, en Ecuador localmente hasta los 3700 m; es más numeroso entre los 2000 y 2800 m. Forrajea en el nivel bajo entre medio metro a tres metros del suelo.

## Descripción
Mide en promedio 10 cm de longitud. El pico es negro y curvo. El macho es mayormente verde brillante con reflejos bronceados, con un parche negro en el medio del vientre; la cola es cuadrada con rectrices centrales verdes y externas blancuzcas (o ante) con bordes externos y ápices negruzcos. La hembra tiene las partes inferiores color ante o blancuzcas, con manchas verdes dispersas; desde abajo, la cola es anteada con ancho ápice negruzco.

## Sistemática

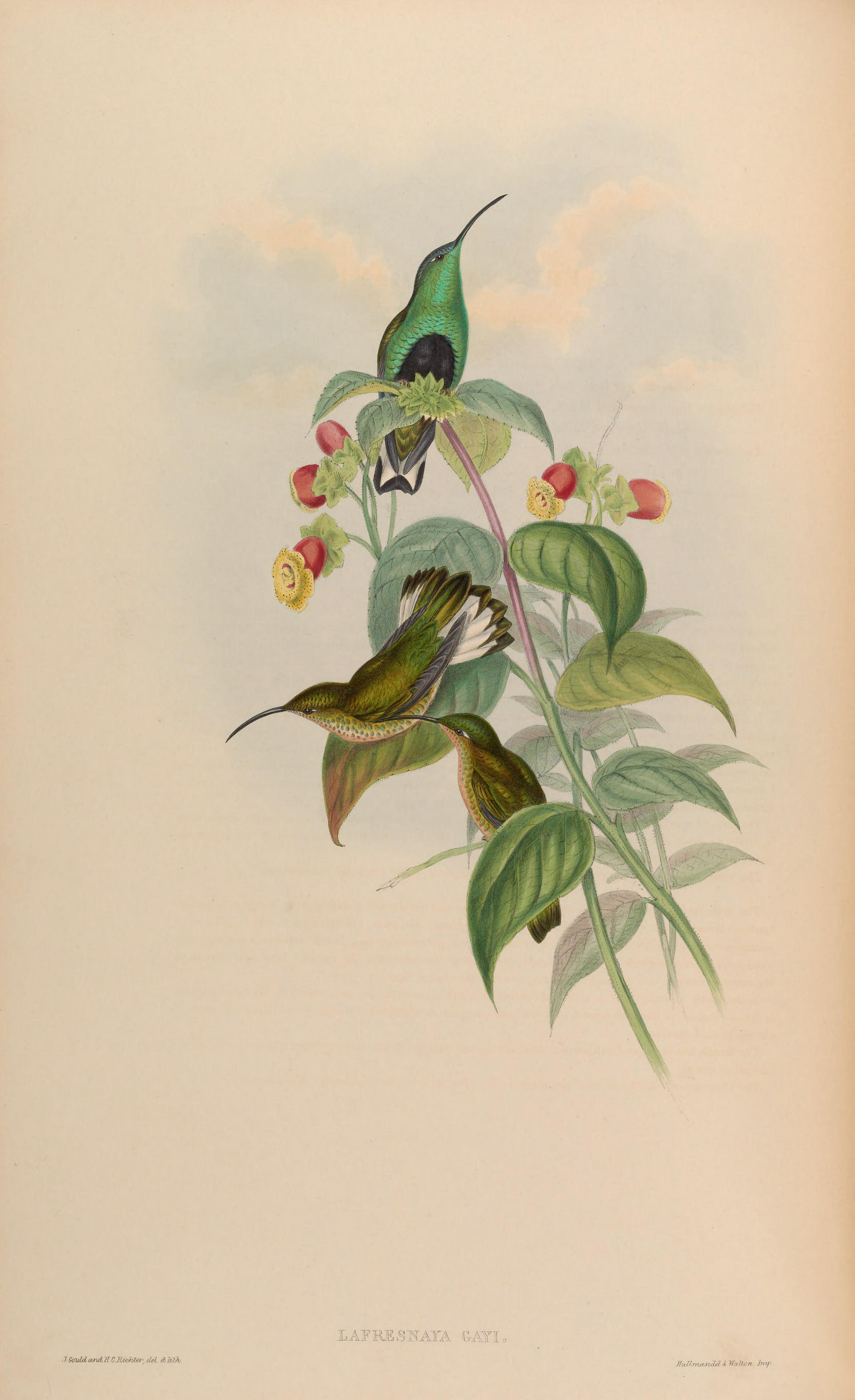
Lafresnaya gayi sinónimo de Lafresnaya lafrenayi, ilustración de Gould y Richter en A monograph of the Trochilidae, or family of humming-birds 2, 1861.

### Descripción original
La especie L. lafresnayi fue descrita por primera vez por el ornitólogo francés Auguste Boissonneau en 1840 bajo el nombre científico Trochilus La Fresnayi; su localidad tipo es: «Bogotá, Colombia».
El género Lafresnaya fue propuesto por el zoólogo francés Charles Lucien Bonaparte en 1850 y la especie tipo subsecuentemente designada fue Trochilus lafresnayi.

### Etimología
El nombre genérico femenino «Lafresnaya» deriva del nombre específico Trochilus lafresnayi cuyo epíteto «lafresnayi» conmemora al ornitólogo francés Frédéric de Lafresnaye (1783–1861).

### Taxonomía
La forma descrita L. lafresnayi tamae Aveledo Hostos & Phelps Jr, 1987 del oeste de Venezuela, es tratada como un sinónimo de la nominal. La forma descrita Coeligena lawrencei (Boucard, 1892), es probablemente un híbrido de la presente especie con Coeligena torquata.

### Subespecies
Según las clasificaciones del Congreso Ornitológico Internacional (IOC) y Clements Checklist/eBird  se reconocen siete subespecies, con su correspondiente distribución geográfica:
- Lafresnaya lafresnayi liriope Bangs, 1910 – Sierra Nevada de Santa Marta, norte de Colombia.
- Lafresnaya lafresnayi longirostris Schuchmann; Weller & Wulfmeyer, 2003 – parte norte de los Andes centrales de Colombia.
- Lafresnaya lafresnayi greenewalti Phelps, Sr & Phelps, Jr, 1961 – Andes del oeste de Venezuela (sur de Trujillo, Mérida, noreste de Táchira).
- Lafresnaya lafresnayi lafresnayi (Boissonneau), 1840 – Andes centrales y Andes orientales de Colombia.
- Lafresnaya lafresnayi saul (Delattre & Bourcier), 1846 – Andes del suroeste de Colombia hacia el sur a través de Ecuador hasta el extremo norte de Perú (este de Piura, oeste de Cajamarca).
- Lafresnaya lafresnayi orestes J.T. Zimmer, 1951 – pendiente oriental de los Andes del norte de Perú (Amazonas, al sur del valle del Marañón).
- Lafresnaya lafresnayi rectirostris Berlepsch & Stolzmann, 1902 – Andes templados del norte, centro y sureste de Perú.